# 圣马可咖啡馆

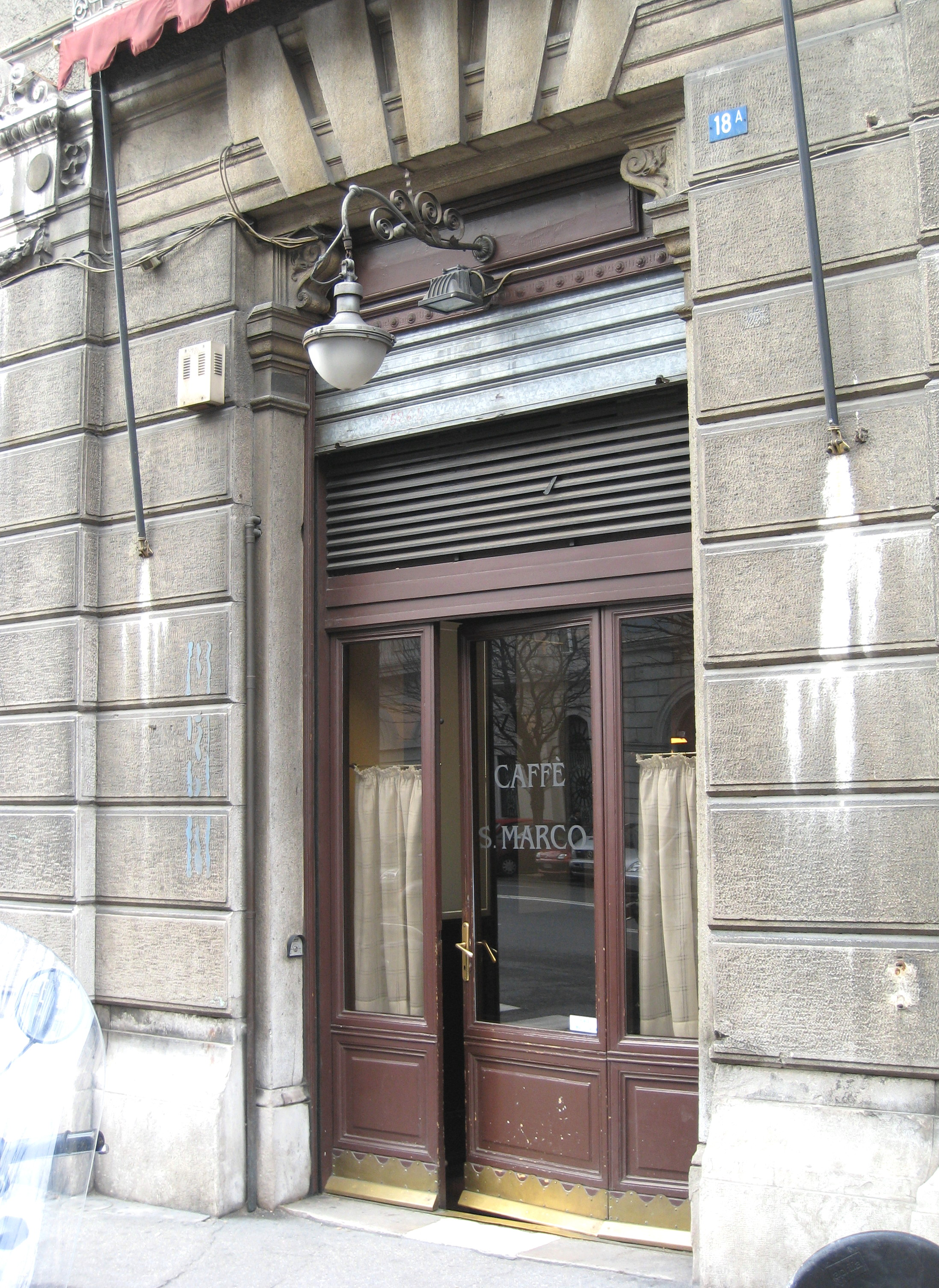
入口

圣马可咖啡馆（Caffè San Marco）是意大利的里雅斯特一家历史悠久的咖啡馆，位于巴蒂斯蒂街（via Battisti）18号。它开业于1914年， 是著名的知识分子和作家的聚会地点，包括伊塔洛·斯韦沃、詹姆斯·乔伊斯和翁贝托·萨巴。今天克劳迪奥·马格里斯还在延续这一传统。作为一个领土收复主义者的聚会地点，在第一次世界大战期间，咖啡馆被奥匈帝国军队摧毁，但在敌对行动结束后重新开放。
内部设计反映了咖啡馆成立时流行的维也纳分离派风格。一部分壁画是维托·提梅尔的作品。
这家咖啡馆由意大利最大的保险公司忠利保險（Assicurazioni Generali，也位于里雅斯特）拥有。
2013年，意大利人发起拯救这家历史悠久的咖啡馆的运动，现已修复，并合并了一家书店。